# Макгилливрэй, Дональд Джон
До́нальд Джон Макги́лливрэй (англ. Donald John McGillivray, 20 августа 1935 — 17 августа 2012) — австралийский ботаник.

## Биография
Родился в городе Гриффит 20 августа 1935 года. В 1952 году поступил в Сиднейский университет, затем — в Школе лесничества Австралийского национального университета в Канберре.
С 1959 года работал в Комиссии лесничеств Нового Южного Уэльса, с 1960 года — в Сиднее.
С 1964 года Макгилливрэй — в Национальном гербарии Нового Южного Уэльса, занимался исследованием австралийской флоры родов Apatophyllum, Dodonaea, Galium, орхидных, Conospermum, а также других протейных.
Напечатал ряд работ по австралийской ботанической истории. В 1968—1970 годах — в Кью, где работал австралийским ботаническим координатором.
В конце 1970-х годов у Макгилливрэя была диагностирована болезнь Паркинсона. В 1985 году он ушёл на пенсию, продолжив подготовку к изданию монографии рода Grevillea, одного из крупнейших родов флоры Австралии. Труд был напечатан в 1993 году, соавтором Макгилливрэя выступил Боб Мэкинсон. За эту работу Макгилливрэй был удостоен серебряной медали Энглера Международной ассоциации по систематике растений.
Скончался 17 августа 2012 года.

## Некоторые публикации
- McGillivray D. J. Grevillea: A taxonomic revision. — Carlton, 1993. — 465 p. — ISBN 0522844391.

## Растения, названные именем Д. Макгилливрэя
- Apatophyllum macgillivrayi Cranfield & Lander, 1992
- Grevillea donaldiana Kenneally, 1988
- Leptospermum macgillivrayi Joy Thomps., 1989